# Karin Oberhofer
Karin Oberhofer (Brixen, 3 november 1985) is een voormalige Italiaanse biatlete. Ze vertegenwoordigde haar vaderland op de Olympische Winterspelen 2010 in Vancouver en op de Olympische Winterspelen 2014 in Sotsji.

## Carrière
Oberhofer maakte haar wereldbekerdebuut tijdens de wereldkampioenschappen biatlon 2007 in Antholz. Op dit toernooi eindigde ze als 75e op de 15 kilometer individueel, als 47e op de 7,5 kilometer sprint en als 46e op de 10 kilometer achtervolging. Op de estafette eindigde ze samen met Michela Ponza, Katja Haller en Roberta Fiandino op de achtste plaats.
In december 2009 scoorde de Italiaanse in Pokljuka haar eerste wereldbekerpunten. Tijdens de Olympische Winterspelen van 2010 in Vancouver eindigde ze als 75e op de 15 kilometer individueel, als 47e op de 7,5 kilometer sprint en als 53e op de 10 kilometer achtervolging. Samen met Michela Ponza, Katja Haller en Roberta Fiandino eindigde ze als elfde op de estafette.
Op de wereldkampioenschappen biatlon 2011 in Chanty-Mansiejsk eindigde Oberhofer als vijftiende op de 15 kilometer individueel en als 49e op de 7,5 kilometer sprint. Op de estafette eindigde ze samen met Michela Ponza, Katja Haller en Dorothea Wierer op de vierde plaats.
In januari 2013 behaalde de Italiaanse in Antholz haar eerste toptienklassering in een wereldbekerwedstrijd. In Nové Město nam ze deel aan de wereldkampioenschappen biatlon 2013. Op dit toernooi eindigde ze op alle onderdelen in de top dertig, haar beste prestatie was de twintigste plaats op de 12,5 kilometer massastart. Samen met Dorothea Wierer, Nicole Gontier en Michela Ponza veroverde ze de bronzen medaille op de estafette, op de gemengde estafette eindigde ze samen met Dorothea Wierer, Dominik Windisch en Lukas Hofer op de vierde plaats.
Tijdens de Olympische Winterspelen van 2014 in Sotsji eindigde Oberhofer als vierde op de 7,5 kilometer sprint en als achtste op de aansluitende 10 kilometer achtervolging. Daarnaast eindigde ze als dertiende op de 12,5 kilometer massastart en als veertiende op de 15 kilometer individueel. Samen met Dorothea Wierer, Nicole Gontier en Michela Ponza eindigde ze als zesde op de estafette, op de gemengde estafette legde ze samen met Dorothea Wierer, Dominik Windisch en Lukas Hofer beslag op de bronzen medaille.
In december 2014 stond de Italiaanse in Hochfilzen voor de eerste maal in haar carrière op het podium van een wereldbekerwedstrijd. Op de wereldkampioenschappen biatlon 2015 in Kontiolahti veroverde Oberhofer de bronzen medaille op de 12,5 kilometer massastart. Daarnaast eindigde ze als zeventiende op de 15 kilometer individueel, als dertigste op de 7,5 kilometer sprint en als veertigste op de 10 kilometer achtervolging. Samen met Lisa Vittozzi, Nicole Gontier en Dorothea Wierer sleepte ze de bronzen medaille in de wacht op de estafette, op de gemengde estafette eindigde ze samen met Dorothea Wierer, Dominik Windisch en Lukas Hofer op de zevende plaats.
In Oslo nam ze deel aan de wereldkampioenschappen biatlon 2016. Op dit toernooi was haar beste individuele prestatie de 26e plaats op de 15 kilometer individueel. Daarnaast eindigde ze als 36e op de 7,5 kilometer sprint en als 31e op de daaropvolgende 10 kilometer achtervolging. Samen met Lisa Vittozzi, Alexia Runggaldier en Dorothea Wierer eindigde ze als zevende op de estafette, op de gemengde estafette eindigde ze samen met Dorothea Wierer, Lukas Hofer en Dominik Windisch op de achtste plaats.

## Resultaten

### Olympische Winterspelen
| Jaar | Plaats    | Onderdeel   | Onderdeel | Onderdeel     | Onderdeel  | Onderdeel | Onderdeel          |
| Jaar | Plaats    | Individueel | Sprint    | Achtervolging | Massastart | Estafette | Gemengde estafette |
| ---- | --------- | ----------- | --------- | ------------- | ---------- | --------- | ------------------ |
| 2010 | Vancouver | 74e         | 46e       | 52e           | –          | 10e       |                    |
| 2014 | Sotsji    | 14e         | 4e        | 8e            | 13e        | 6e        | ↑                  |

### Wereldkampioenschappen
| 2007 | Antholz           | 75e                                     | 47e                                     | 46e                                     | –                                       | 8e                                      | –  |
| 2008 | Östersund         | –                                       | –                                       | –                                       | –                                       | –                                       | –  |
| 2009 | Pyeongchang       | –                                       | –                                       | –                                       | –                                       | –                                       | –  |
| 2010 | Chanty-Mansiejsk  | Niet gehouden vanwege Olympische Spelen | Niet gehouden vanwege Olympische Spelen | Niet gehouden vanwege Olympische Spelen | Niet gehouden vanwege Olympische Spelen | Niet gehouden vanwege Olympische Spelen | 8e |
| 2011 | Chanty-Mansiejsk  | 15e                                     | 48e                                     | DNS                                     | –                                       | 4e                                      | –  |
| 2012 | Ruhpolding        | –                                       | –                                       | –                                       | –                                       | –                                       | –  |
| 2013 | Nové Město        | 29e                                     | 29e                                     | 26e                                     | 20e                                     | Brons                                   | 4e |
| 2015 | Kontiolahti       | 17e                                     | 29e                                     | 39e                                     | Brons                                   | Brons                                   | 7e |
| 2016 | Oslo Holmenkollen | 26e                                     | 36e                                     | 31e                                     | –                                       | 7e                                      | 8e |

### Wereldbeker
Eindklasseringen
| Seizoen   | Algemeen         | Individueel      | Sprint           | Achtervolging    | Massastart       |
| --------- | ---------------- | ---------------- | ---------------- | ---------------- | ---------------- |
| 2009/2010 | 56e              | 47e              | 70e              | 44e              | –                |
| 2010/2011 | 56e              | 34e              | –                | 59e              | –                |
| 2011/2012 | 45e              | 58e              | 34e              | 47e              | –                |
| 2012/2013 | 21e              | 32e              | 18e              | 21e              | 19e              |
| 2013/2014 | 40e              | 20e              | 41e              | 39e              | –                |
| 2014/2015 | 10e              | 22e              | 10e              | 12e              | 6e               |
| 2015/2016 | 17e              | 50e              | 14e              | 14e              | 20e              |
| 2016/2017 | –                | –                | –                | –                | –                |
| 2017/2018 | Niet deelgenomen | Niet deelgenomen | Niet deelgenomen | Niet deelgenomen | Niet deelgenomen |

Wereldbekerzeges
| Nr.        | Datum            | Plaats     | Onderdeel        |
| Estafettes | Estafettes       | Estafettes | Estafettes       |
| ---------- | ---------------- | ---------- | ---------------- |
| 1.         | 13 december 2015 | Hochfilzen | 4x6 km estafette |